# Festival L’art pour l’Aar
Das Festival L’art pour l’Aar ist ein internationales Festival für zeitgenössische Musik im Kanton Bern. Seit 2007 ist es assoziiertes Mitglied der Internationalen Gesellschaft für Neue Musik.

## Geschichte
Die Gründung des Festivals L’art pour l’Aar geht auf das Jahr 2002 zurück, wobei das erste Festival 2003 stattfand. Der Name erklärt sich aus einem «fortwährenden Wechselspiel von Farbe und Dynamik» der Aare, dem längsten gänzlich innerhalb der Schweiz verlaufenden Fluss. Zu den Gründungsmitgliedern gehörten die Berner Komponisten Jean-Luc Darbellay, Hans Eugen Frischknecht, Ursula Gut und Alfred Schweizer (nicht mehr im Komitee vertreten). Eine Zeit lang war der Dirigent Pierre-Alain Monot Teil des Komitees; die Flötisten und Komponisten Pierre-André Bovey und Markus Hofer kamen später hinzu.
Schweizer Musiker, wie das Kammerorchester Basel, das Sinfonie Orchester Biel, das Nouvel Ensemble Contemporain, das Ensemble Proton Bern und die Camerata Bern sowie Gastensembles aus ganz Europa traten auf, unter ihnen  das Ensemble Phorminx, das Ensemble Sortisatio, das Leipziger Hornquartett, das Ensemble Horizonte und das Leipziger Schlagzeugensemble aus Deutschland. Ausserdem konnten auch das Ensemble Aldubàran (Färöer), das Ensemble vocal d’Erguël (Türkei), die Luxembourg Sinfonietta (Luxemburg) und das Ensemble Accroche Note (Strassburg) gewonnen werden. Als Solisten konzertierten unter anderem der Gitarrist Reinbert Evers (Münster), der Schlagzeuger Thierry Mroglio (Paris) und die Pianisten Ancuza Aprodu und Roumen Kroumov (Bulgarien).
Zudem werden Symposien und Komponistenporträts abgehalten, u. a. kooperierte man mit der Schweizerischen Musikforschenden Gesellschaft.
Die Spielorte befinden sich im Kanton Bern, so in Bern, Biel/Bienne und Meiringen, dazu in Neuchâtel, Perrefitte, Thun sowie in Zürich.

## Uraufführungen (Auswahl)
Insbesondere Schweizer Komponisten finden Gehör, aber auch international renommierte Tonschöpfer wurden uraufgeführt.
- Daniel Andres
- Irinel Anghel
- Pierre-André Bovey
- Thüring Bräm
- Pierre-Albert Castanet
- Jean-Luc Darbellay
- Hans Eugen Frischknecht
- Frank Gerhardt
- Christian Henking
- Markus Hofer
- Yoriaki Matsudaira
- Miklós Maros
- Max E. Keller
- Cord Meijering
- Alfred Schweizer
- Mihaela Stănculescu-Vosganian
- Fritz Voegelin
- Yun I-sang
- Gérard Zinsstag

## Diskographie
Die Festivals werden von DRS 2 mitgeschnitten und erscheinen beim Musikverlag Müller & Schade.
- Festival «L’art pour l’Aar» I, Januar 2003 (3 CDs)
- Festival «L’art pour l’Aar» II, November 2003 (3 CDs)
- Festival «L’art pour l’Aar» III, Januar 2005 (4 CDs)
- Festival «L’art pour l’Aar» IV, 2006/2007 (4 CDs)
- Festival «L’art pour l’Aar» V, 2008/2009 (3 CDs)
- Festival «L’art pour l’Aar» VI, 2010/2011 (4 CDs)
- Festival «L’art pour l’Aar» VII, 2012/2014
- Festival «L’art pour l’Aar» VIII, 2014/2016 (4 CDs)
- Festival «L’art pour l’Aar» IX, 2016/2018 (4 CDs)